# Albert Abraham Michelson
Albert Abraham Michelson (født 19. december 1852 i Strelno, Preussen, død 9. maj 1931) var en amerikansk fysiker, som kendes for sit arbejde med at måle lysets hastighed og i særdeleshed for Michelson-Morley eksperimentet. Han modtog i 1907 som den første amerikaner Nobelprisen i fysik. Prisen blev givet for hans "optiske præcisionsinstrumenter og spektroskopiske og metrologiske undersøgelser udført med deres hjælp".